# G細胞 (解剖学)
G細胞（英: G cell）またはガストリン細胞は、おもに胃および十二指腸に分布しガストリンを分泌する細胞。幽門の幽門腺や十二指腸、膵臓などに見られ、胃主細胞や壁細胞と連携して機能する。名称の「G」はガストリン（Gastrin）に由来する。

## 機能
ガストリンは、肥満細胞や腸クロム親和性細胞を刺激してヒスタミンを放出する。このヒスタミンの需要やガストリン自身の刺激により胃壁細胞から胃酸と呼ばれる塩酸が分泌される。

## 構造

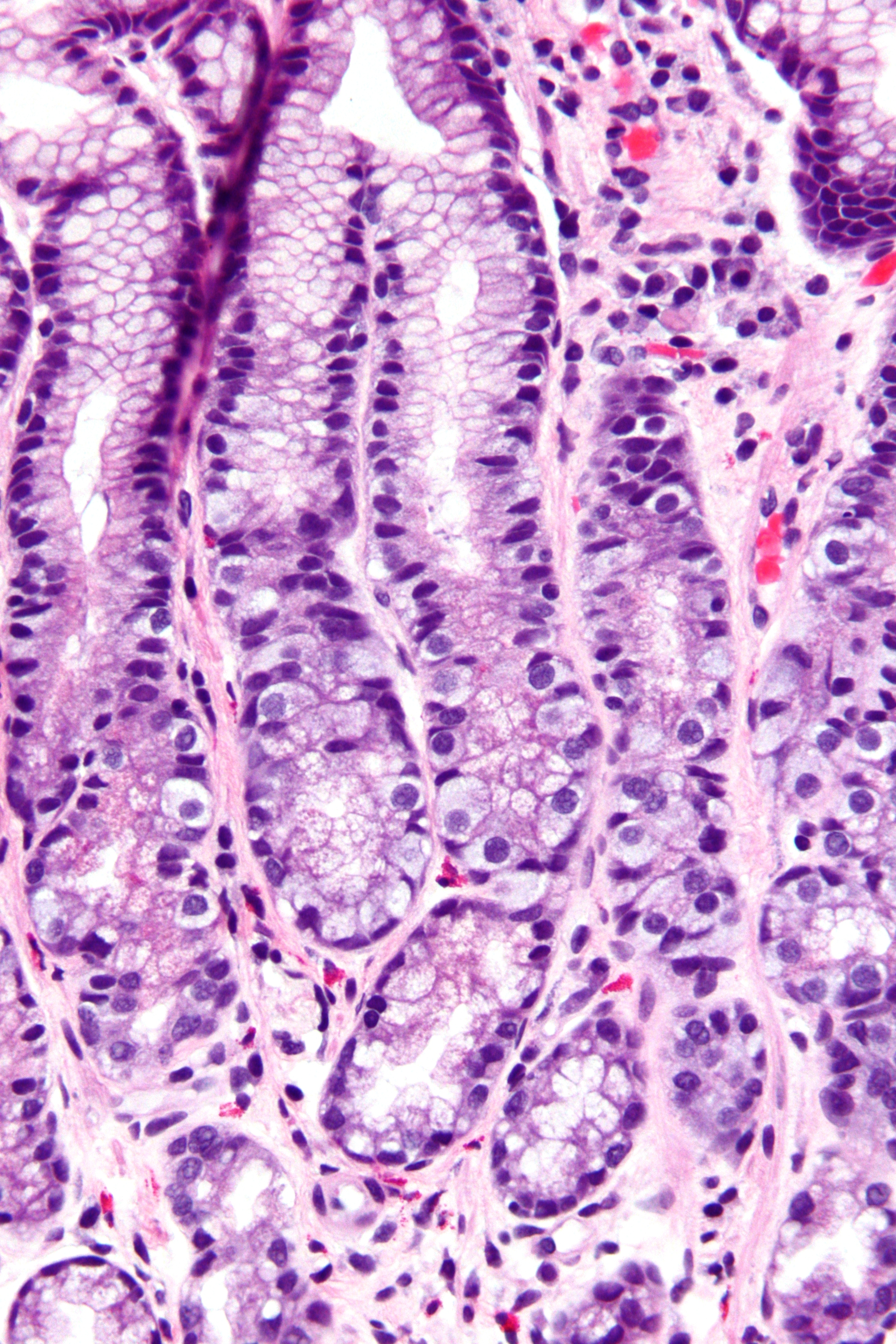
幽門洞の顕微写真。多く見られる目玉のような細胞がG細胞である。

G細胞は、核が中心に位置する目玉のような特徴的な外観をもち、他の胃細胞と簡単に見分けがつく。